# Catedrala Schimbarea la Față din Tighina
Catedrala „Schimbarea la Față” din Tighina este o catedrală ortodoxă și, totodată un monument de arhitectură din municipiul Tighina, Republica Moldova. Administrativ ține de Eparhia Tiraspolului și Dubăsariului, a Mitropoliei Chișinăului și a întregii Moldove.

## Istoric

### Secolul al XIX-lea
Istoria catedralei începe pe la 1814, când șefii de inginerie a cetății Tighina încep lucrările de îndepărtare urbanistică a orașului de la zidurile cetății, cu 600 m spre sud pentru a crea astfel o esplanadă sub zidurile cetății. Aflate pe locul actualului lăcaș, bisericile de lemn „Sf. Nicolae” și „Adormirea Maicii Domnului”, din cauza stării precare, s-au dărâmat în timpul lucrărilor de strămutare. Astfel, ajungându-se la decizia cu privire la construirea pe locul fostelor cazarme turcești a unei noi biserici cu hramul „Transfigurării Domnului”.
La 22 august 1815, în timpul unei parade militare, în prezența locuitorilor orașului, a avut loc punerea pietrei de temelie a catedralei. Proiectul lăcașului a fost pregătit de către un membru al dicasterului spiritual al Chișinăului, Arhimandritul Ioaniche. În 1820, lucrările de construcție au fost finalizate, iar în 1832 a fost finalizată construcția turnului clopotniței.
Executată în cadrul clasicismului arhitectural rus cu elemente tradiționale populare Moldovei, catedrala se diferenția prin concizie, impunerea monumentalității, și a contrastului subliniat pe suprafața pereților și coloanelor ei; printre altele, cupola principală a catedralei a fost construită sub forma unei căști tipică războinicilor ruși din vechime, numiți și bogatîri.

### Secolul al XX-lea
Între anii 1918–1944 (cu excepția perioadei sovietice în 1940–41) parohia catedralei a ținut de Mitropolia Basarabiei a Bisericii Române.